# Spelyngochthonius heurtaultae
Spelyngochthonius heurtaultae är en spindeldjursart som beskrevs av Max Vachon 1967. Spelyngochthonius heurtaultae ingår i släktet Spelyngochthonius och familjen käkklokrypare. Inga underarter finns listade i Catalogue of Life.